# والتر شامبرز
والتر شامبرز هو قسيس ماليزي، ولد في 1824، وتوفي في 1893.